# Bitwa pod Le Conquet
Bitwa pod Le Conquet – starcie zbrojne, które miało miejsce w roku 1559.
W roku 1556 Anglia wypowiedziała Francji kolejną wojnę, zamierzając powiększyć swoje posiadłości. 29 stycznia 1559 wysłana przez Elżbietę I angielska flota licząca 120 okrętów popłynęła w kierunku Brestu i w rejonie Le Conquet wysadziła desant 7000 żołnierzy. Siły francuskie dowodzone przez Guillaume de Kersimona liczące 6000 żołnierzy i mieszczan zaatakowały przeciwnika, wypierając go na okręty. Także kolejna próba desantu z nowymi siłami które nadpłynęły z Anglii zakończyła się niepowodzeniem, wobec czego atakujący wycofali się z rejonu walk. 